# Musau
Musau é um município da Áustria, situado no distrito de Reutte, no estado do Tirol. Tem 20,66 km² de área e sua população em 2019 foi estimada em 387 habitantes.